# Cedrelopsis procera
Cedrelopsis procera är en vinruteväxtart som beskrevs av J.F. Leroy. Cedrelopsis procera ingår i släktet Cedrelopsis och familjen vinruteväxter. Inga underarter finns listade i Catalogue of Life.